# Plesiops thysanopterus
Plesiops thysanopterus és una espècie de peix de la família Plesiopidae i de l'ordre dels perciformes.

## Morfologia
Els mascles poden assolir els 6,3 cm de longitud total.

## Distribució geogràfica
Es troba al nord de Sumatra (Indonèsia).